# Anywhere but Home
Anywhere but Home este un album live și DVD al formației rock Evanescence, realizat în 2004. Include toate cele patru videoclipuri de pe Fallen. DVD-ul include un concert din Paris, de asemenea fragmente din viața formației din afara Concertelor. CD-ul conține si un cîntec nerealizat intitulat "Missing", care a fost realizat ca un single ce a fost pe #1 în Spania. Pe CD mai sunt si variantele live ale cîntecelor "Breathe No More"(varianta albumului fiind din filmul Elektra), "Farther Away", și "Thoughtless" (preluare de la Korn).

## Tracklist
1. "Haunted" – 4:04
2. "Going Under" – 3:57
3. "Taking over Me" – 3:57
4. "Everybody's Fool" – 3:40
5. "Thoughtless" (preluare Korn) – 4:37
6. "My Last Breath" – 3:53
7. "Farther Away" – 5:02
8. "Breathe No More" – 3:33
9. "My Immortal" – 4:38
10. "Bring Me to Life" – 4:43
11. "Tourniquet" – 4:17
12. "Imaginary" – 5:25
13. "Whisper" – 5:45
14. "Missing" (Studio) – 4:16

## Personal
- Amy Lee - Voce, pian
- Terry Balsamo - Chitara
- Rocky Gray - Tobe
- John LeCompt - Chitare, Voce pentru "Bring Me To Life"
- William Boyd - Chitara bas

## Topuri
| Clasamentul (2004-2005)     | Poziția |
| --------------------------- | ------- |
| Billboard 200               | 39      |
| Austria Top 75 Albums       | 10      |
| Franța Top 200 Albums       | 22      |
| Germania Top 100 Albums     | 19      |
| Noua Zeelandă Top 40 Albums | 40      |
| Elveția Top 100 Albums      | 10      |